# Pałac Myśliwski Habsburgów w Cieszynie
Pałac Myśliwski Habsburgów – klasycystyczny budynek rezydencyjny wzniesiony w Cieszynie w latach 1838–1840 u podnóża Góry Zamkowej, z przeznaczeniem na pałac letni.

## Historia
W 1838 roku arcyksiążę Karol Ludwik Habsburg sprowadził do Cieszyna Josepha Kornhäusela, przedstawiciela klasycyzmu wiedeńskiego. Zamek górny i zamek dolny został zniszczony w trakcie wojny trzydziestoletniej. Karol Ludwik zlecił Kornhäuslowi przebudowę pozostałości zamku, tak aby mógł mu służyć za rezydencję. W tym celu rozebrano ruiny, a pozostałości zamku dolnego – w latach 1838–1840 wykorzystano do budowy tzw. Pałacu Myśliwskiego. Przy Pałacu powstała parterowa klasycystyczna oranżeria, która została rozebrana w 1966 roku.
Pałac nie sprawował swej pierwotnej funkcji. Z rzadka był odwiedzany przez Habsburgów (którzy najczęściej przebywali w Wiedniu) i na co dzień stanowił siedzibę administracji Komory Cieszyńskiej. W historii zapisały się natomiast koncerty i spektakle, które odbywały się w przylegającej do pałacu oranżerii; koncert Ferenca Liszta w czerwcu 1846 roku i spektakle wagnerowskie artystów opery wiedeńskiej, które zostały zorganizowane przez arcyksięcia Eugeniusza Ferdynanda pod koniec lat 80. XIX wieku.
Sporadyczne wizyty Habsburgów były zawsze dużym wydarzeniem – zwłaszcza, że jednym z nich był Cesarz Franciszek Józef I, który gościł w Pałacu Myśliwskim w roku 1880, 1890 i 1906. Na pierwszym piętrze pałacu czekał na niego specjalny apartament, składający się z gabinetu, salonu, pokoju przyjęć, pokoju toaletowego i sypialni. W trakcie wizyt Franciszka Józefa rozkładano dla niego i jego gości tzw. Namiot spod Custozzy – podarunek od arcyksięcia Albrechta (arcyksiążę brał udział w zwycięskiej bitwie pod Custozą).
W czasie gdy Cieszyn był w latach 1914–1916 siedzibą Głównego Sztabu Armii (AOK – Armeeoberkommando), arcyksiążę Fryderyk gościł w Pałacu swoich sojuszników, m.in. cesarza Wilhelma II, króla bułgarskiego Ferdynanda, marszałka Hindenburga. Ostatnia wizyta arcyksięcia Ferdynanda w pałacu miała miejsce 3 grudnia 1916 roku.
W 1918 roku Pałac Myśliwski stał się siedzibą Rady Narodowej Księstwa Cieszyńskiego, pierwszej polskiej władzy na Śląsku Cieszyńskim. 24 listopada 1918 roku o godzinie 10.30 przed pałacem odbyło się zaprzysiężenie ochotniczych oddziałów Milicji Polskiej Śląska Cieszyńskiego.
Od 1947 roku w części Pałacu Myśliwskiego mieści się Państwowa Szkoła Muzyczna im. I. Paderewskiego. Od 2005 roku, tj. od czasu remontu, w pozostałej części pałacu i w nowo powstałej oranżerii (wybudowanej na miejscu poprzedniej) swoją siedzibę ma Zamek Cieszyn (dawniej: Śląski Zamek Sztuki i Przedsiębiorczości) – instytucja kultury, która jest ośrodkiem designu.

## Architektura

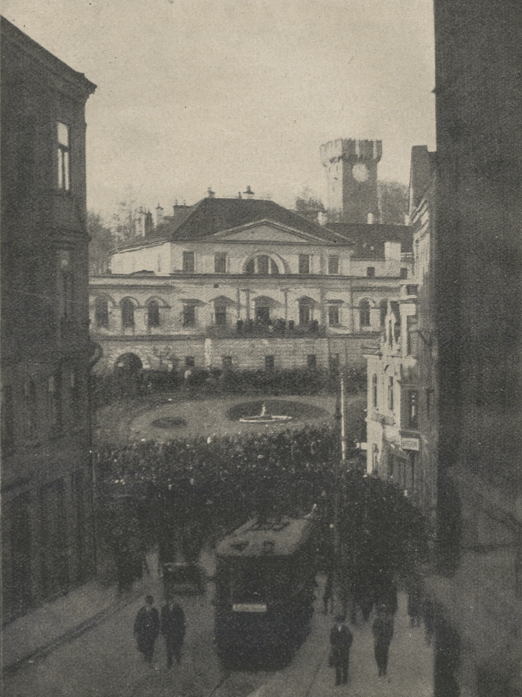
Hołd Milicji Polskiej Śląska Cieszyńskiego przed pałacem w 1918.

Pałac Habsburgów powstał w 1838 roku według projektu Josepha Kornhäusela jako pałacyk myśliwski. Pałac na rzucie odwróconej litery T, jest usytuowany na miejscu zamku dolnego, na wschodnim stoku wzgórza i jest zwrócony fasadą w stronę miasta. Rezydencja Habsburgów jest murowana z cegły i dwupiętrowa, a w części środkowej trójkondygnacyjna. Część środkową pałacu charakteryzuje palladiańska kompozycja serliany; łuk, który jest flankowany po bokach płaskimi gzymsami i zwieńczony trójkątnym przyczółkiem. Została ona objęta dwoma piętrowymi skrzydłami z symetrycznie rozmieszczonymi sieniami. Przy jego budowie wykorzystano pozostałości dwóch baszt obronnych mieszczących się w skrzydłach południowym i północnym (tzw. basteja). W XIX wieku dobudowano skrzydła boczne; południowe usytuowane jest prostopadle, a północne równolegle do głównej części budynku.
Układ wnętrz pałacu w części głównej jest trzytraktowy, natomiast w skrzydłach jest jednotraktowy z korytarzem oraz dwutraktowy. Wnętrza są przekryte sklepieniem kolebkowym z lunetami i sklepieniem żaglastym. Pojawiają się też sufity z fasetami.
Fasada rezydencji jest trzynastoosiowa, z których trzy środkowe osie zostały zaakcentowane wysunięciem, a zwieńczone trójkątnym przyczółkiem. W części parterowej istnieje trójosiowy występ z balkonem o żeliwnej balustradzie. Piętro budynku wyróżnia przęsło środkowe zaakcentowane pilastrami podtrzymującymi belkowanie. Okna, które zostały rozmieszczone na parterze są kwadratowe i posiadają boniowane oprawy, natomiast te, które są wstawione na piętrze zostały zamknięte trójkątnymi przyczółkami na konsolach i gzymsami w częściach bocznych.
Elewacje boczne pałacu są wieloosiowe. Loggia umieszczona przy południowej baszcie zawiera cztery otwarte kolumny w stylu doryckim, podpierające trójkątny przyczółek.
Grubość muru północnej bastei wynosi 2,1 metra.
Przed pałacem istnieje dwuramienna i symetryczna droga wjazdowa z Pomnikiem Ku Czci Legionistów Śląskich Poległych za Polskę, umieszczonym pomiędzy ramionami drogi. Wzniesiono go w 1934 roku ze składek społecznych według projektu Jana Raszki. Dedykowany jest legionistom śląskim, którzy wzięli udział w I wojnie światowej w szeregach II Brygady Legionów Polskich. Pomnik został zniszczony w 1939 roku przez Niemców. Po wojnie w jego miejscu władze PRL postawiły Pomnik Wdzięczności Armii Czerwonej, wykorzystując do tego elementy konstrukcyjne pomnika Raszki. Nike cieszyńska zrekonstruowana została w przedwojennym kształcie dopiero po upadku komunizmu w 2005 roku dzięki lokalnej społeczności .

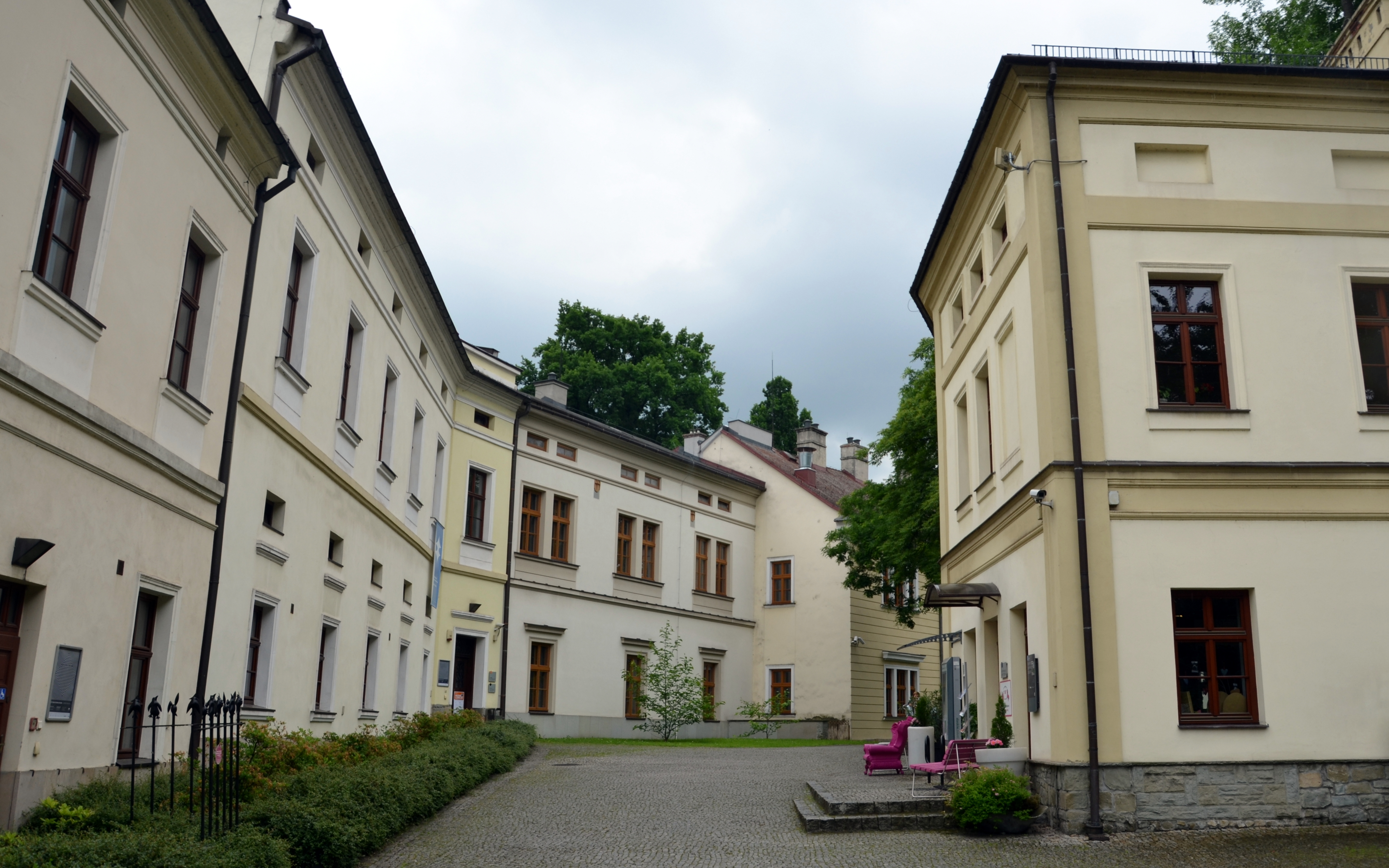
Widok na Pałac Myśliwski
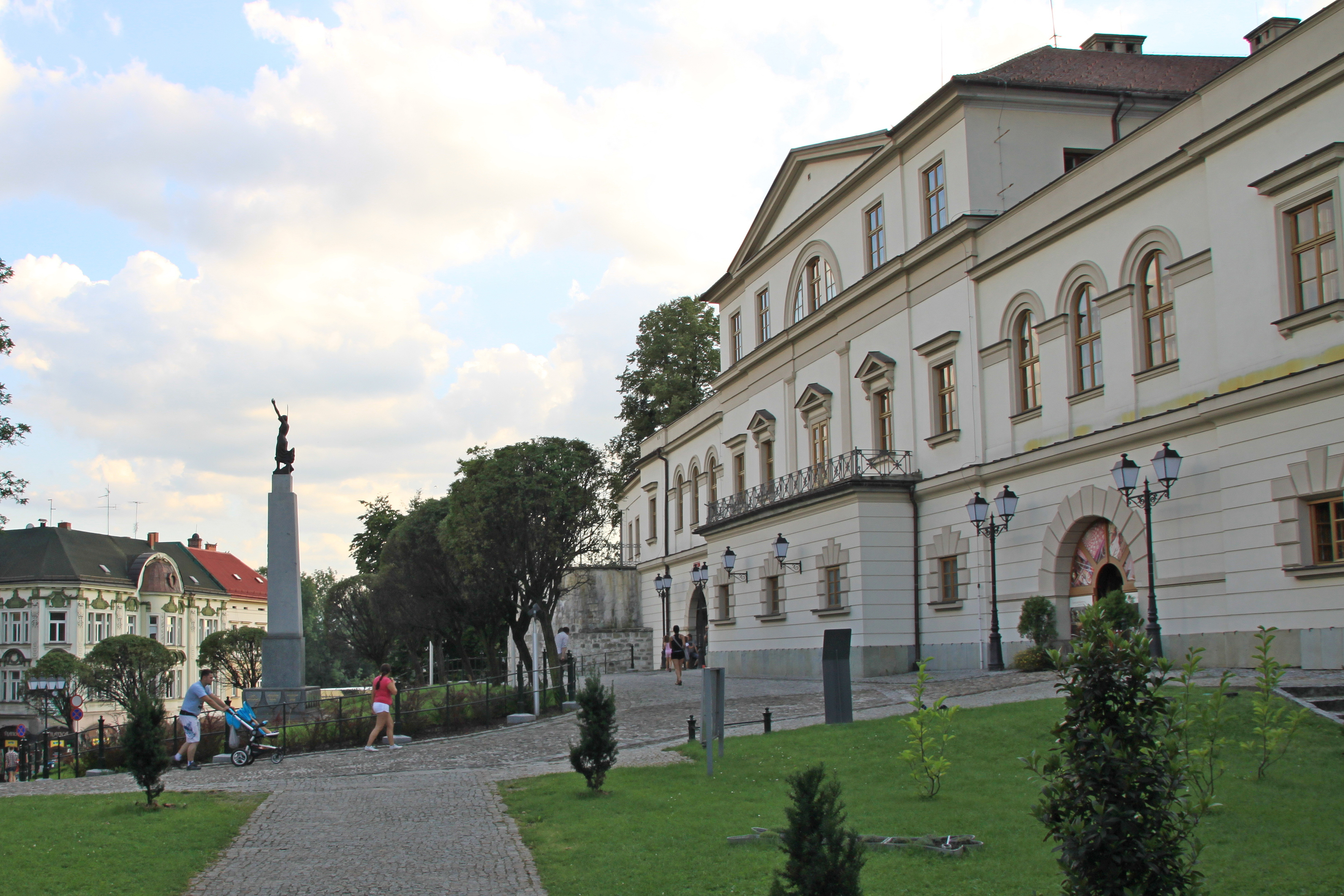
Widok z Oranżerii Zamku Cieszyn
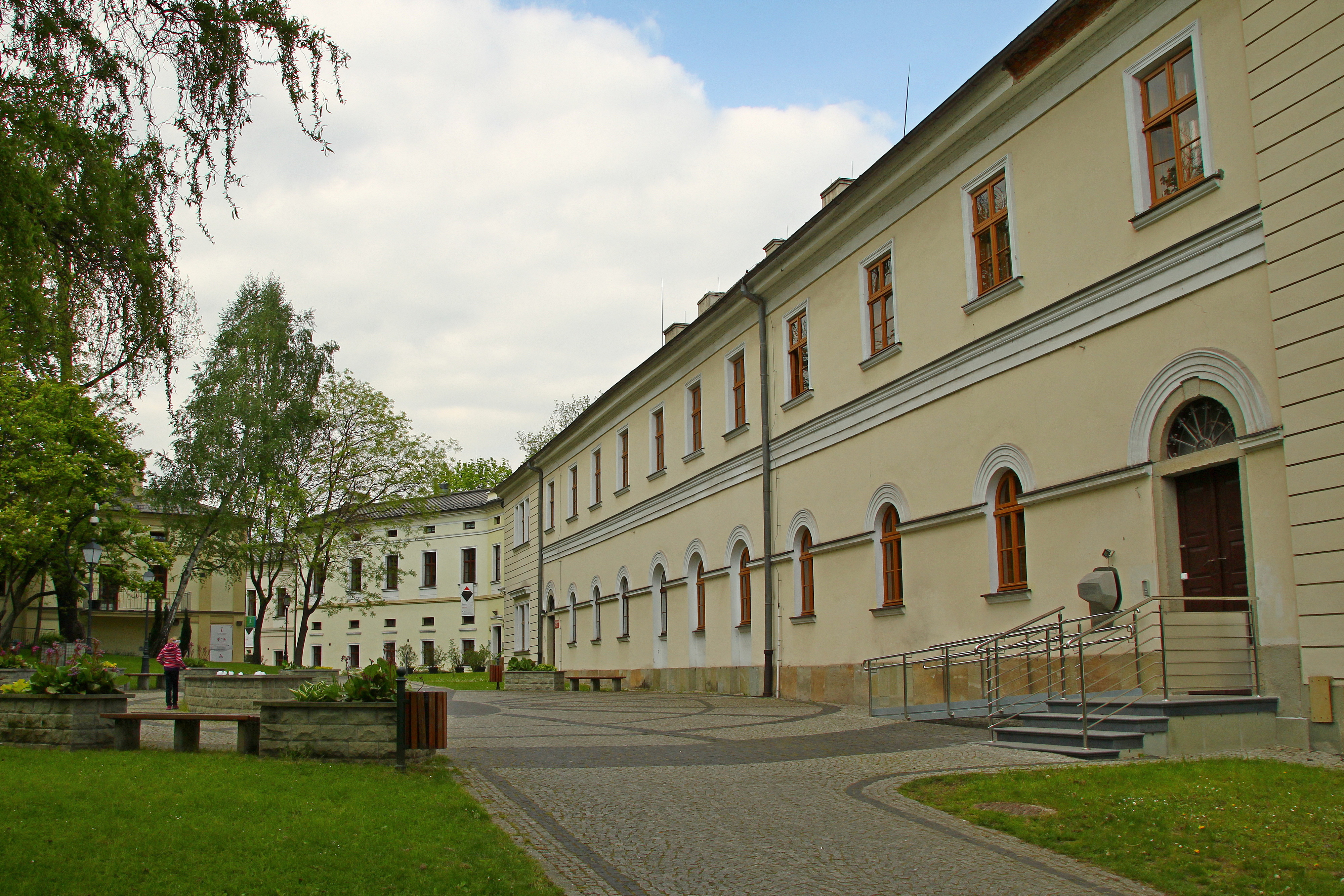
Widok z okolicy pomnika Jana Kubisza
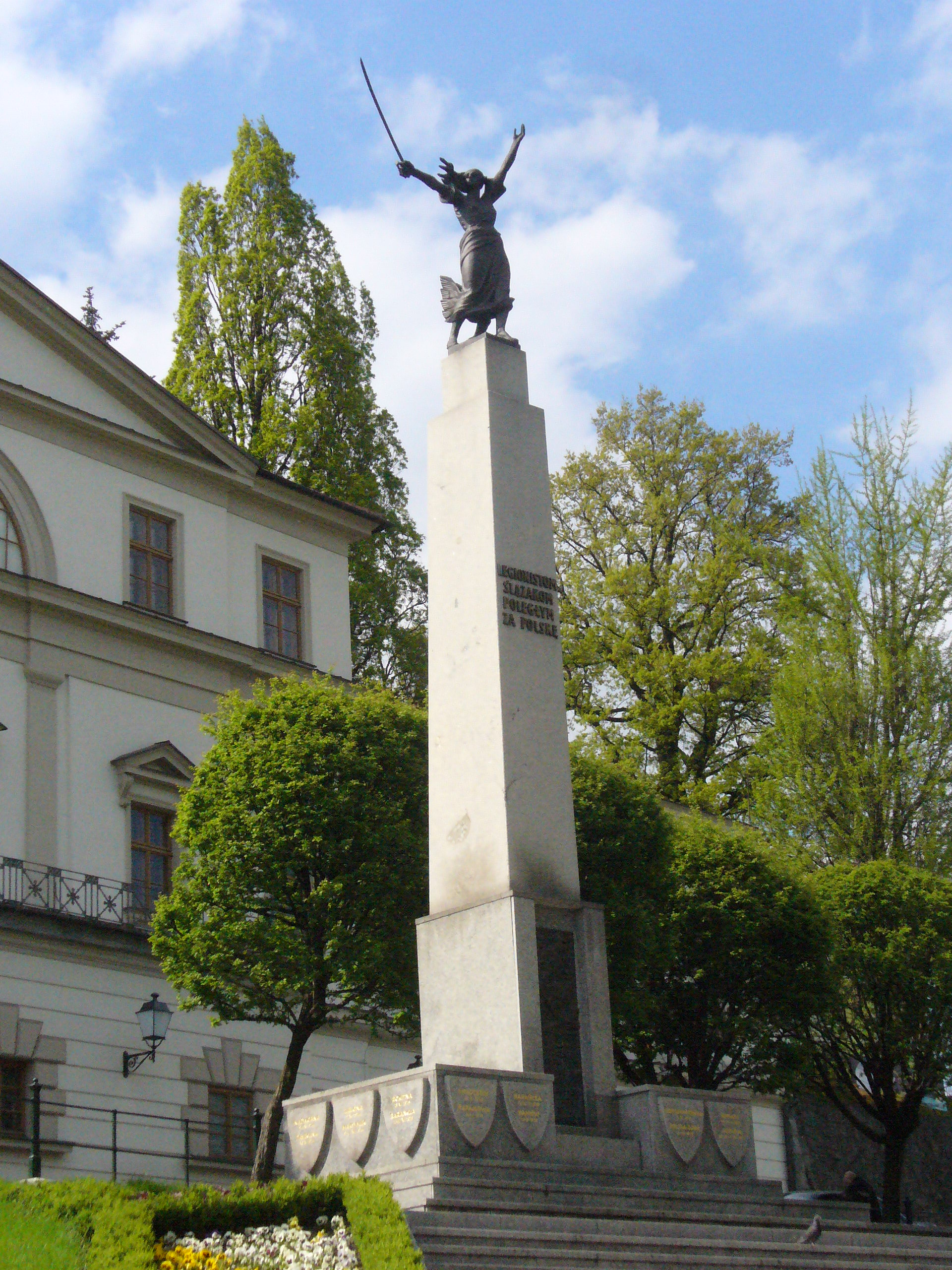
Nike cieszyńska